# Taedia severini
Taedia severini är en insektsart som först beskrevs av Knight 1926.  Taedia severini ingår i släktet Taedia och familjen ängsskinnbaggar. Inga underarter finns listade i Catalogue of Life.